# Seven Card Stud

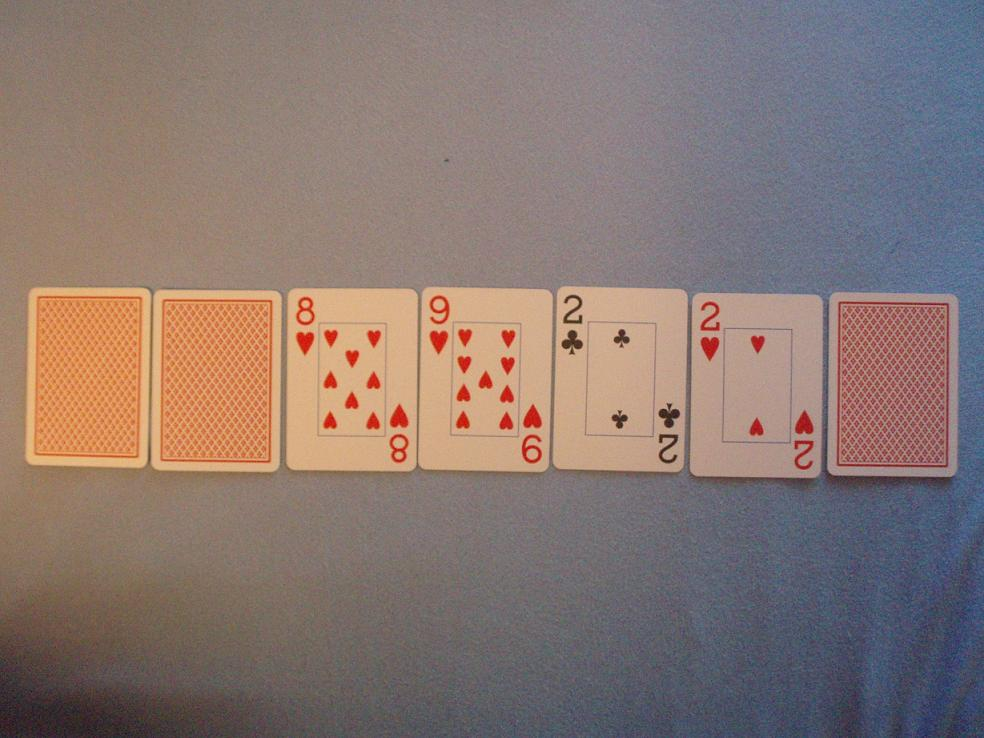
Ein Beispiel für eine Hand bei Seven Card Stud

Seven Card Stud ist eine Variante des Kartenspiels Poker. Seven Card Stud ist neben Texas Hold’em und Omaha Hold’em die am häufigsten in Spielbanken angebotene Art des Poker-Spiels und wird vielfach bei Pokerturnieren gespielt, so etwa bei der von den Casinos Austria alljährlich veranstalteten Poker-Europameisterschaft in Velden am Wörther See. 
Seven Card Stud ist ein Abkömmling des älteren Five Card Stud und hat dieses fast vollständig verdrängt.

## Das Spiel

### Die Regeln
Die nachstehende Beschreibung folgt dem Reglement der Casinos Austria.

#### Allgemeines
Seven Card Stud wird mit einem Paket französischer Spielkarten zu 52 Blatt von zwei bis neun Personen gespielt. 
Ziel ist es, eine möglichst hohe Poker-Kombination zu erhalten bzw. durch geschickte Spielweise die anderen Spieler zur Aufgabe zu bewegen.
Jeder Spieler erhält bis zu sieben Karten.

#### Split Limit
Seven Card Stud wird nur selten No limit, sondern meistens mit Split limit gespielt. Die übliche Staffelung 5/10/20 bedeutet: Das Ante beträgt 5 €, das Lower Limit 10 € und das Higher Limit 20 €.

#### Erste Wettrunde
Vor Beginn eines Spieles zahlt jeder Spieler einen Grundeinsatz, das sogenannte Ante, in den Pot, danach erhält jeder Spieler vom Croupier (Dealer) zwei Karten verdeckt (Hole cards) und eine Karte offen (Door). 
Der Spieler mit der niedrigsten offenen Karte eröffnet die erste Wettrunde (Betting interval) mit dem Forced bet; das heißt, er muss zumindest einen Einsatz in Höhe des Ante wetten, er darf maximal das untere Split Limit setzen. 
Sollten zwei oder mehr Spieler dem Wert nach die gleichen niedrigsten Karten besitzen, so entscheidet die Farbe gemäß der vom Bridge stammenden Reihung: Dabei gilt Kreuz bzw. Treff (♣) als niedrigste Farbe, gefolgt von Karo (♦), Herz (♥) und Pik (♠).

#### Anzahl der Erhöhungen je Wettrunde
In jeder Wettrunde darf der Einsatz höchstens dreimal gesteigert werden, das heißt, ein Spieler eröffnet die Runde mit einem Einsatz (Bet), dieser kann nun erhöht (Raise), weiter gesteigert (Reraise) und die Wettrunde mit einer letzten Steigerung (Cap) abgeschlossen werden. Das heißt, beträgt das Lower Limit 10 €, so beträgt der Einsatz in der ersten Wettrunde ohne das bereits bezahlte Ante höchstens 40 €.

#### Zweite Wettrunde
Nach Abschluss der ersten Wettrunde erhält jeder Spieler eine zweite offene Karte (Fourth street), und es folgt die zweite Wettrunde. Ab der zweiten Wettrunde spricht jeweils derjenige Spieler als erster, der die höchste offene Kombination besitzt.
Besitzt ein Spieler ein offenes Paar, so darf zwischen dem Ante und dem Higher Limit gesetzt werden, andernfalls gilt in der zweiten Wettrunde noch das Lower Limit.
Der Eröffner kann nun entweder
- abwarten (check) und keinen Einsatz tätigen oder
- wetten (bet), das heißt innerhalb der erlaubten Grenzen (Limits) einen Einsatz in den Pot zahlen.

Wartet dieser Spieler ab, so kann der nächste Spieler ebenfalls abwarten oder wetten usw.
Sobald jedoch ein Spieler gesetzt hat, können die folgenden Spieler nur mehr entweder
- halten (call auch mitgehen) und denselben Betrag in den Pot einzahlen, oder
- erhöhen (raise) und einen höheren Betrag als der vorhergehende Spieler setzen, oder
- aussteigen (fold auch passen) – in diesem Fall legt der Spieler seine Karten verdeckt ab und gibt dieses Spiel verloren.

Falls ein oder mehrere Spieler gesetzt haben, wird die Wettrunde solange fortgesetzt, bis alle Spieler entweder
- den Einsatz gehalten haben oder
- aus dem Spiel ausgestiegen sind.

Ein Spieler darf in ein und derselben Wettrunde den Einsatz nicht zweimal in Folge steigern, es sei denn, ein anderer Spieler hätte zwischen den beiden Geboten erhöht. Wenn also ein Spieler die Runde mit einem Bet eröffnet oder ein Raise setzt und alle folgenden Spieler entweder halten oder aussteigen, so ist diese Wettrunde beendet, und der Spieler, der den Einsatz zuletzt gesteigert hat, darf nun in dieser Wettrunde nicht nochmals erhöhen.

#### Dritte und vierte Wettrunde
Nach Abschluss der zweiten Wettrunde erhält jeder Spieler seine dritte offene Karte (Fifth street), und es folgt die nächste Wettrunde. Ab der dritten Runde kann nur mehr zwischen dem unteren und dem oberen Split Limit gesetzt werden.
Nach der dritten Wettrunde erhalten die Spieler eine vierte offene Karte (Sixth street) und es folgt die vierte Wettrunde in derselben Manier.

#### Letzte Wettrunde
Ist die vierte Wettrunde beendet, so erhält jeder Spieler, der bis zu dieser Runde „mitgegangen“ ist, seine siebente Karte (Seventh street oder River) verdeckt; er besitzt also vier offene und drei verdeckte Karten.
Sind im Verlauf der letzten Runde nur mehr zwei Spieler im Spiel, so kann nun so oft erhöht werden, bis einer der beiden Spieler durch Gleichziehen (Call) den Show down verlangt. Das heißt, die Beschränkung auf ein Bet und höchstens drei Erhöhungen wird in der letzten Wettrunde, sobald nur noch zwei Spieler um den Pot kämpfen, aufgehoben.

#### Showdown
Kommt es nach der letzten Wettrunde zum Showdown, so muss der Spieler,
- der in der letzten Wettrunde als letzter erhöht (raise) hat, oder,
- falls niemand erhöht hat, derjenige, der in der letzten Wettrunde als erster gesetzt (bet) hat, oder
- falls niemand gesetzt hat, derjenige, der in der letzten Wettrunde als erster gesprochen hat,

seine Hand (seine Kombination) vollständig vorzeigen. Der Croupier stellt nun aus seiner Sieben-Karten-Hand die beste Poker-Kombination aus fünf Karten zusammen und legt die beiden nicht benötigten Karten verdeckt beiseite; diese beiden Karten haben niemals Einfluss auf die Gewinnentscheidung.
Alle im Spiel verbliebenen Spieler können nun nacheinander ihre Gewinnberechtigung nachweisen und ebenfalls ihre Karten aufdecken.
Der Spieler mit der höchsten Hand gewinnt und erhält den Pot.
Im Falle von gleichwertigen Kombinationen wird der Pot unter den Gewinnern aufgeteilt. Die Kartenfarbe hat – wie bei Poker allgemein üblich – keine Bedeutung in Bezug auf die Gewinnentscheidung.
Der Pot kann natürlich auch schon früher gewonnen werden, wenn in einer Runde alle Spieler bis auf einen ihre Karten ablegen und aufgeben (Fold).

#### Burn Cards
Bevor der Croupier die ersten Karten ausgibt, sowie vor jeder späteren Kartenausgabe legt der Croupier stets die oberste Karte als sogenannte Burn card, verdeckt beiseite. 
Grundsätzlich verbrennt der Dealer immer die oberste Karte. Hat er jedoch nicht mehr genügend, das heißt Anzahl der verbliebenen Spieler plus zwei Karten zur Hand, so nimmt er die früher verbrannten Karten, vermischt sie mit dem Reststapel und setzt das Teilen fort. 
Die unterste Karte darf nie gegeben werden; hält der Dealer nur mehr Anzahl der aktiven Spieler plus eine Karte in der Hand, so wird daher ausnahmsweise keine Karte gebrannt.
Abgelegte Karten, das heißt Karten von Spielern, die ausgestiegen sind, werden nicht weiter verwendet. 
Der Sinn dieser Regelungen ist, dass die oberste und vor allem die unterste Karte des Stapels infolge einer nachlässigen Handhaltung des Dealers von einem Spieler erkannt werden und dieser daraus einen Vorteil ziehen könnte.
Kann der Dealer nicht mehr jedem Spieler eine Karte teilen, weil er auch die unterste Karte geben müsste oder weniger Karten als Spieler vorhanden sind, so teilt er eine Common card.

#### Common Card
Nehmen acht oder neun Spieler an einer Partie teil, so kann es vorkommen, dass in der letzten Runde nicht mehr genügend Karten im Talon (Deck) vorhanden sind, als dass jeder Spieler wie üblich bedient werden könnte. In diesem Fall legt der Croupier eine einzelne Karte offen in die Mitte des Tischs. Diese Karte gilt als Common card, das heißt als Bestandteil der Hand eines jeden einzelnen Spielers, so wie bei den Spielarten Texas Hold’em bzw. Omaha Hold’em.

#### Table Stakes
Um an einer Partie teilzunehmen, muss jeder Spieler vor seinem ersten Spiel einen gewissen Betrag (Buy-In) vor sich auf dem Tisch platzieren. 
Ein Spieler darf von seinem Spielkapital (Table stakes), das er vor sich für alle sichtbar auf dem Tisch liegen lassen muss, keine Jetons (Chips) einstecken, es sei denn, er beendet sein Spiel. 
Ein Spieler darf sein Spielkapital zwischen zwei Spielen, aber niemals während eines einzelnen Spieles, durch Zukauf von weiteren Jetons erhöhen. Wenn ein Spieler Jetons zukauft, so muss er sein Spielkapital zumindest auf die Höhe des Buy-In aufstocken.
Gehen einem Spieler während eines Spieles die Jetons aus, man sagt, der Spieler sei All-In, so wird ein Side Pot gespielt.

### Variationen
Wie die meisten Poker-Varianten kann auch Seven Card Stud als High-Low gespielt werden: Der Pot wird dabei zwischen der besten High hand und der niedrigsten Low hand geteilt. Für die Ermittlung der besten High hand bzw. der niedrigsten Low hand gilt die normale Reihenfolge, gelegentlich wird aber bei der Ordnung der Low hands eine abweichende Ordnung vereinbart.